# Porphyrie
Unter den Porphyrien (altgriechisch πορφυρία porphyría, abgeleitet von altgriechisch πορφυρά porphyrá ‚Purpur‘) versteht man eine Gruppe von (meist angeborenen) Stoffwechselerkrankungen, die mit einer Störung des Aufbaus des roten Blutfarbstoffs Häm einhergehen. Betroffen sind die Enzyme der Hämbiosynthese – je nachdem, welches der acht Enzyme einen Defekt aufweist, reichern sich spezifische Zwischenprodukte der Hämsynthese in den verschiedenen Organen an und verursachen die für die jeweilige Porphyrie typischen Symptome.

## Formen der Porphyrie
Es existieren acht Formen genetisch bedingter Porphyrien:
Die Häm-Gruppe (des roten Blutfarbstoffs) wird in acht Schritten aus einfachen Vorstufen aufgebaut, jeder Schritt wird von einem spezifischen Enzym katalysiert. Je nachdem, welches der Enzyme eine eingeschränkte Aktivität zeigt, reichert sich ein anderes Stoffwechselprodukt an und verursacht die jeweiligen Symptome. Man unterteilt die Porphyrieformen aufgrund ihrer Hauptsymptome in zwei Gruppen, zwischen denen es aber Überschneidungen der Symptome gibt.
Die akuten oder akuten hepatischen Porphyrien gehen mit Attacken plötzlicher starker Bauchschmerzen einher, je nach Erkrankung und Schweregrad treten Leberprobleme und neurologische Ausfälle auf. Die akute Porphyrie (lateinisch Porphyria acuta) wurde früher auch als Porphyria hepatica bezeichnet. Kutane Porphyrien zeigen eine schmerzhafte Lichtempfindlichkeit, auch hierbei kann die Leber in Mitleidenschaft gezogen werden. Eine andere Unterscheidung der Porphyrien in erythropoetische (die Bildung der roten Blutkörperchen betreffende) und hepatische (die Leber betreffende) Formen bezieht sich auf den Bildungsort des Häms, in dem der Enzymmangel die meisten Probleme verursacht.
Erythropoetische Porphyrien:
- Erythropoetische Protoporphyrie (EPP) [E80.0] (Chr. 18q21.3)
- Kongenitale erythropoetische Porphyrie (CEP) / Morbus Günther [E80.2] (Chr. 10q25.3-q26.3)

Hepatische Porphyrien:
- Porphyria cutanea tarda (PCT) [E80.1] (Chromosom 1p34) – häufigste Porphyrieform
  - die Unterform Hepatoerythropoetische Porphyrie (HEP) ist eine rezessive, schwerer verlaufende Form der PCT
- Akute intermittierende Porphyrie (AIP) [E80.2] (Chr. 11q24.1-q24.2)
- Porphyria variegata (PV) (Chr. 1q23)
- Hereditäre Koproporphyrie (HCP) (Chr. 3q12)
- Doss-Porphyrie (δ-ALS-Defizienz-Porphyrie/ALAD-Mangel-Porphyrie) (Chr. 9q34)

Anhänger der Orthomolekularen Medizin behaupten, die Hämopyrrollaktamurie (HPU, auch genannt Pyrrolurie, Kryptopyrrolurie bzw. Malvaria) entdeckt zu haben, für deren Existenz jedoch keine Belege existieren. Sie soll mehr psychische Symptome haben als die anderen Formen.

### Erworbene Porphyrien
Vergiftungen z. B. mit Blei, Quecksilber oder bestimmten Pflanzenschutzmitteln schädigen Enzyme der Häm-Biosynthese und verursachen die gleichen Symptome wie die jeweilige genetisch bedingte Porphyrie.

## Symptome

### Akute Porphyrien
Charakteristisch ist der schubweise Verlauf, akute Krisen mit heftigsten Bauchschmerzen und zum Teil Lichtunverträglichkeitsreaktionen (abhängig von der Porphyrieform) wechseln mit oft langen symptomlosen Phasen ab. Zu den akuten Porphyrien (genannt auch Porphyria acuta) zählen die AIP, PV, HCP und die ALAD-Mangel-Porphyrie.
Folgende Symptome können, müssen aber nicht alle bei einer akuten Attacke auftreten:
- schwere, kolikartige Bauchschmerzen, oft tagelang anhaltend
- Erbrechen, Übelkeit
- Schmerzen in Extremitäten und Rücken
- Rotfärbung des Urins (Porphyrinurie) nach längerer Lufteinwirkung
- neurologische Ausfälle, z. T. bei falscher Behandlung irreversibel
- Krampfanfälle
- psychiatrische Symptome (Psychosen)

Auslöser für Attacken sind Medikamente (siehe unten), viele Arten von chemischen Substanzen, Hormone (Menstruation, „Pille“, Stress), Hungerzustände und andere Faktoren.
Problematisch ist, vor allem bei undiagnostizierten Fällen, dass viele Medikamente nicht vertragen werden und zu einer Verschlimmerung des Zustandes des Patienten führen (Medikamente führen über die Aktivierung eines körpereigenen Entgiftungssystems zu einer vermehrten Hämgruppen-Synthese, was die Menge an Häm-Zwischenprodukten erhöht und damit die Symptome verschlimmert).
Eine Liste mit als sicher eingestuften Medikamenten findet sich auf der Homepage der Europäischen Porphyrie-Initiative EPI.
Da viele Fälle von Porphyrie nicht erkannt werden (keine morphologische Veränderung des Abdominaltraktes) und neuropsychische Ausfälle auftreten können, werden die Patienten nicht selten als psychisch krank eingestuft.

### Kutane Porphyrien
Charakteristisch ist bei den kutanen (hautbezogenen) Porphyrien die starke, extrem schmerzhafte Lichtempfindlichkeit der Haut gegenüber vor allem sichtbarem Licht um die 406 nm (Soret-Bande), die zu teilweise massiven und entstellenden Haut- und Gewebeschäden führt. Porphyrieformen mit Sonnen- und Lichtunverträglichkeit sind CEP, HEP, PCT, HCP, PV EPP und XLP.
Symptome, abhängig von der Porphyrieform:
- Vernarbungen, Absterben des Gewebes und Entstellungen (Verlust von Nase, Lippen, Ohrmuscheln, Fingerteilen usw.) (CEP, HEP)
- Einlagerung der Porphyrine (Hämoproteine) in die Zähne (Erythrodontie) und Knochen, rote Eigenfluoreszenz (CEP)
- Blasenbildungen der Haut
- EPP: In frühen Stadien der Sonnenexposition trotz Schmerzen keinerlei sichtbare Veränderungen an der Haut, später (nach 12–24 Stunden) Rötungen und Schwellungen sowie großflächige Verbrennungen
- nur unbedeckte Bereiche der Haut sind betroffen
- die Schmerzen beginnen unter Umständen nach wenigen Minuten an der Sonne, nur Opiate sind wirksam
- die Leber kann durch Porphyrineinlagerungen bis zur Leberzirrhose geschädigt werden.

Erbliche Porphyrien sind seltene Erkrankungen, die meist einen komplizierten Erbgang aufweisen (Überspringen mehrerer Generationen usw.) und daher häufig nicht erkannt werden; dies stellt einen nicht unerheblichen Risikofaktor für die Betroffenen dar, da die Erkrankungen extrem schmerzhaft und potenziell lebensbedrohlich sind.
„Drakula-Symptome“:
Erythrodontie („Blutzähne“), Photophobie (Tagschläfer), Anämie (Blässe aufgrund mangelnden roten Blutfarbstoffs, erst im Endstadium von Porphyrien).
„Werwolf-Symptome“:
Hypertrichose (vermehrte Gesichtsbehaarung nach Abheilen der Photodermatose), Erythrodontie („Blutzähne“), Nasen- und/oder Fingerlosigkeit (Verstümmelung infolge Knorpel-Knochen-Gewebezerstörung).

## Nachweis
Die Diagnose einer Porphyrie erfolgt über den Nachweis spezifischer Porphyrin-Vorläuferstoffe in Blut, Urin und/oder Stuhl. Die verschiedenen Vorstufen werden über leistungsfähige chromatographische Verfahren (HPLC) aufgetrennt. Porphyrinvorläufer werden vom Körper normalerweise sofort weiterverwendet, ein Anstieg deutet demnach auf eine Porphyrie hin. Die spezifische Zusammensetzung der in erhöhter Konzentration vorliegenden Vorläuferstoffe zeigt, welche Form der Porphyrie vorliegt. Akute Porphyrien zeigen meist nur bei akuten Attacken erhöhte Werte. Der Nachweis sollte von einem spezialisierten Labor durchgeführt werden.
Einen Hinweis auf einige Formen der akuten Porphyrien liefert der sich manchmal an der Luft rot verfärbende Urin (nur kurz vor den und während der Attacken).
Ein veraltetes Nachweisverfahren für EPP war die Anregung des ungebundenen Protoporphyrins im Blut mit bestimmten Lichtwellenlängen, um die Eigenfluoreszenz des Porphyringerüstes anzuregen (Soret-Bande).
Um das Erkrankungsrisiko für Verwandte und Nachkommen einzuschätzen, werden in den meisten Fällen Analysen des betroffenen Gens durchgeführt. Ist die Mutation im Gen des Erkrankten gefunden, lässt sich der spezifische Genlokus (Ort) bei den Familienmitgliedern sehr einfach auf die Veränderung testen. Genetische Beratungsstellen können dann über das (zum Teil sehr geringe) Risiko der Weitergabe an Kinder aufklären.

## Therapie
Die Behandlung einer Porphyrie bleibt spezialisierten Kliniken/Zentren vorbehalten. In Deutschland ist das Sächsische Porphyriezentrum (Klinikum Chemnitz) – Leitung: Ulrich Stölzel – das führende überregionale Kompetenzzentrum für alle Arten von Porphyrien. Ein zweites, ebenfalls von der Europäischen Porphyrie-Initiative (EPI) zertifiziertes Zentrum ist die Hämatologisch/Onkologisch Schwerpunktpraxis von Petro E. Petrides, München. Müssen neue Medikamente eingenommen werden, sollte zuvor der Rat eines Porphyrie-Spezialisten eingeholt werden. Zu beachten ist, dass Angaben in gängigen Kompendien häufig veraltet sind. Listen mit Medikamenten, die nach dem aktuellen Stand des Wissens sicher bei akuten Porphyrien eingesetzt werden können, finden sich auf den Internetseiten der Porphyrie-Kompetenzzentren.

### Akute Porphyrien
Givosiran (Handelsname: Givlaari, Alnylam Pharmaceuticals) wurde im November 2019 in den USA und im März 2020 in der EU zur Behandlung der akuten hepatischen Porphyrie (AHP) zugelassen.
Das Risiko eines Schubes kann vermindert werden, indem auslösende Substanzen wie die meisten Medikamente, Alkohol und Rauchen gemieden und auf eine regelmäßige Kohlenhydratzufuhr (regelmäßig Essen) geachtet wird. Akute Porphyrieschübe können durch die Gabe hoher Kohlenhydratmengen (Glukose) oder Hämin bzw. Hämin-Arginat symptomatisch therapiert werden (Hämin, Markenname Normosang, sollte nicht mit Hämatin verwechselt werden).
Wirkweise: Die Häm-Gruppe kommt hauptsächlich im Hämoglobin (roter Blutfarbstoff) vor, aber auch in Enzymen wie dem Cytochrom P450, das u. a. beim Abbau bzw. der Entgiftung von Xenobiotika (z. B. Medikamenten) in der Leber eine Rolle spielt. Müssen vermehrt z. B. Medikamente abgebaut werden, kommt es zu einem erhöhten Bedarf an Cytochrom P450 und einer positiven Rückkopplung auf den Häm-Syntheseweg. Bei einer Störung des Synthesewegs aber kann der Bedarf an Häm nicht gedeckt werden, die positive Rückkopplung führt stattdessen zu einer Anreicherung des Stoffwechselproduktes, das nicht mit der normalen Rate umgesetzt (weiterverarbeitet) werden kann. Da Porphyrinvorläufer für den Körper toxisch (giftig) sind, kommt es zu den Symptomen eines Schubes.
Hämin-Arginat besetzt die positive Rückkopplungsstelle im Syntheseweg des Häms (es suggeriert dem Körper, dass eine ausreichende Menge Häm vorhanden ist) und unterbricht dadurch die schubauslösende Rückkopplung.
Die Porphyria cutanea tarda (PCT) spricht auf Aderlass-Therapien an, wobei jedoch die Blutarmut verstärkt wird.
Zur Therapie der Porphyrien war auch Riboflavin im Gespräch.
Hydroxychloroquintherapie und Eisendepletion via Aderlass sind wirksame „First-line“-Maßnahmen bei Porphyria cutanea tarda. Bei PCT und homozygoter Mutation C282Y muss mit Aderlässen wie bei Hämochromatose behandelt werden. Bei PCT und ausschließlich heterozygoten Mutationen im HFEGen ist die Behandlung mit Hydroxychloroquin ausreichend, da sich keine schwere Eisenüberladung entwickelt. Alkoholkarenz bewirkt bereits eine klinische Besserung mit metabolischem Rückgang der Porphyrinakkumulation. Frauen müssen hormonale Kontrazeptiva bzw. eine evtl. Hormonersatztherapie absetzen. Die
hoch effektive antivirale Therapie der Hepatitis C führte ebenso zur klinischen und zur biochemischen Remission der PCT.

### Kutane Porphyrien
Hydroxychloroquintherapie und Eisendepletion via Aderlass sind wirksame „First-line“-Maßnahmen bei Porphyria cutanea tarda. Bei PCT und homozygoter Mutation C282Y muss mit Aderläsen wie bei Hämochromatose behandelt werden. Bei PCT und ausschließlich heterozygoten Mutationen im HFEGen ist die Behandlung mit Hydroxychloroquin ausreichend, da sich keine schwere Eisenüberladung entwickelt. Alkoholkarenz bewirkt bereits eine klinische Besserung mit metabolischem Rückgang der Porphyrinakkumulation. Frauen müssen hormonale Kontrazeptiva bzw. eine evtl. Hormonersatztherapie absetzen. Die
hoch effektive antivirale Therapie der Hepatitis C führte ebenso zur klinischen und zur biochemischen Remission der PCT.
Die Vermeidung von (Sonnen)-Licht und leberschädigenden Substanzen (Alkohol usw.) stellt momentan die einzige Möglichkeit zum Schutz vor einem Ausbruch der Symptome dar. Da die Symptome auslösenden Wellenlängen im sichtbaren Bereich des Lichts liegen, ist Sonnencreme nutzlos, da nur eine Schutzwirkung im UV-Bereich besteht. Ähnliches gilt für andere Materialien (Schutzfolien, Textilien usw.) mit UV-Schutzfaktor. Ein Derivat des Hormons Alpha-MSH führt über hormonelle Anregung zur Bräunung der Haut auch ohne Sonneneinwirkung und erzielt dadurch einen hohen Schutzeffekt.

### Protoporphyrie
In der Arbeitsgruppe von Ulrich Stölzel (s. o.; Porphyriezentrum Chemnitz) wurde erstmals nachgewiesen, dass die sehr seltene X-chromosomal vererbte Protoporphyrie (XLP) durch Eisensubstitution gebessert werden kann.

## Chemie der Porphyrine
Porphyrine sind eine Stoffklasse von farbigen Molekülen (nach altgriechisch πορφυρά porphyrá, dem Purpurfarbstoff). Das in roten Blutkörperchen vorkommende, sauerstofftransportierende Protein Hämoglobin (der rote Blutfarbstoff) enthält als prosthetische Gruppe das Häm, ein Eisen(II)-Porphyrin, das aus Tetrapyrrol als Grundkörper aufgebaut ist. In seinem Zentrum ist ein Eisenion, das für die Sauerstoffbindung unabdingbar ist, komplexiert. Bei Störungen der Hämsynthese entstehen stattdessen regelwidrig andere Porphyrine, die Namensgeber der Porphyrie. Bei diesen Porphyrinen ist kein Eisenion im Stickstoffring verankert. Da Häm auch Bestandteil von vielen weiteren Proteinen wie Cytochromen oder Myoglobin ist, bedingt dieser zentrale Ort der Störung der Biosynthese eine Fülle unterschiedlichster Symptome bei Porphyrie in den verschiedenen Systemen: Nerven- und Verdauungssystem, innere Atmung, Haut und Psyche.

### Fachliteratur
Die Erstbeschreibung der erythropoetischen Porphyrie geschah durch Hans Günther: Die Hämatoporphyrie. In: Dtsch. Arch. f. Klin. Med. Band 105, 1912, S. 89–146.
- L. Gouya, P. Ventura, M. Balwani, D. C. Rees, U. Stölzel et al.: EXPLORE: A Prospective, Multinational, Natural History Study of Patients with Acute Hepatic Porphyria with Recurrent Attacks. In: Hepatology. Band 71, Nr. 5, 12. September 2019, S. 1546–1558, doi:10.1002/hep.30936.
- U. Stölzel, M. O. Doss, D. Schuppan,: Clinical Guide and Update on Porphyrias. In: Gastrojournal. Band 157, Nr. 2, 1. August 2019, S. 365–381, doi:10.1053/j.gastro.2019.04.050.
- Pamela Poblete Gutiérrez, Tonio Wiederholt, Klaus Bolsen, Kerstin Gardlo, Claudia Schnabel, Gerd Steinau, Frank Lammert, Clemens Bartz, Oliver Kunitz, Jorge Frank: Diagnostik und Therapie der Porphyrien: Eine interdisziplinäre Herausforderung. In: Deutsches Ärzteblatt. Band 101, Nr. 18, 30. April 2004, S. A-1250 / B-1030 / C-998 (aerzteblatt.de).
- Christine Vetter: Porphyrien: Erhebliche Dunkelziffer. In: Deutsches Ärzteblatt. Band 103, Nr. 38, 22. September 2006, S. A-2446 / B-2121 / C-2045 (aerzteblatt.de).
- Hans Günther: Die Bedeutung der Hämatoporphyrine in Physiologie und Pathologie. In: Ergebnisse der allgemeinen Pathologie u. pathologischen Anatomie. Jg. 20, Abt. 1, 1922, S. 608–764. München / Wiesbaden 1922.
- Jan Waldenström: Studien über Porphyrie. In: Acta med. scand. Stockholm 1937, Suppl. 82.
- Ida Macalpine, Richard Hunter: The insanity of King George III, a Classic Case of Porphyria. In: British Medical Journal. 1966, S. 65–71.
- Ida Macalpine, Richard Hunter, C. Rimington: Porphyria in the Royal Houses of Stuart, Hanover, and Prussia – A Follow-up Study of George III's Illness. In: British Medical Journal. Band 1, 1968, S. 7–18.
- Ida Macalpine, Richard Hunter: Georg III and the Mad Business. Penguin, London 1969.
- Claus A. Pierach, Erich Jennewein: Friedrich Wilhelm I. und die Porphyrie. In: Sudhoffs Archiv. Zeitschrift für Wissenschaftsgeschichte. Band 83, Nummer 1, 1999, S. 50–66.
- John C.G. Röhl, Martin Warren, David Hunt: Purple Secret. Genes, Madness’ and the Royal Houses of Europe. London 1998 und 1999.

### Literarische Verarbeitung
- Isabel Allende: Paula. Chile 1994 – Roman der Schriftstellerin Isabel Allende über die Tochter Paula, die an Porphyrie litt.